# María Botto
María Botto (castellà: María Florencia Botto Rota)  (Buenos Aires, 10 de febrer de 1974) és una actriu espanyola d'origen argentí. És filla de Cristina Rota i Diego Fernando Botto i germana de Juan Diego Botto i Nur Levi, tots ells també actors.

## Biografia
És filla dels actors argentins Cristina Rota, professora d'interpretació i de Diego Fernando Botto, qui va desaparèixer el 21 de març de 1977 durant la campanya de terror de la dictadura argentina de Videla, passant a engrossir la llista de desapareguts, i també va acabar morint al costat del seu amic Beto Gianola l'abril de 1981. La parella va tenir un altre fill l'any 1975, el també actor Juan Diego Botto.
Quan tenia 3 anys, l'any 1978, la seva mare embarassada va haver d'abandonar el país i traslladar-se a Espanya on va donar a llum a la seva filla, la també actriu, Nur Levi. La família fixa la seva residència permanent a Espanya, on des de llavors Botto es criarà i hi residirà.
La seva mare funda a Madrid una escola d'interpretació, germen del posterior Centro de Nuevos Creadores, amb seu a la Sala Mirador, per on han passat alguns dels millors actors i actrius espanyols. Créixer en aquest ambient artístic la va fer iniciar-se molt jove en la carrera com a actriu.

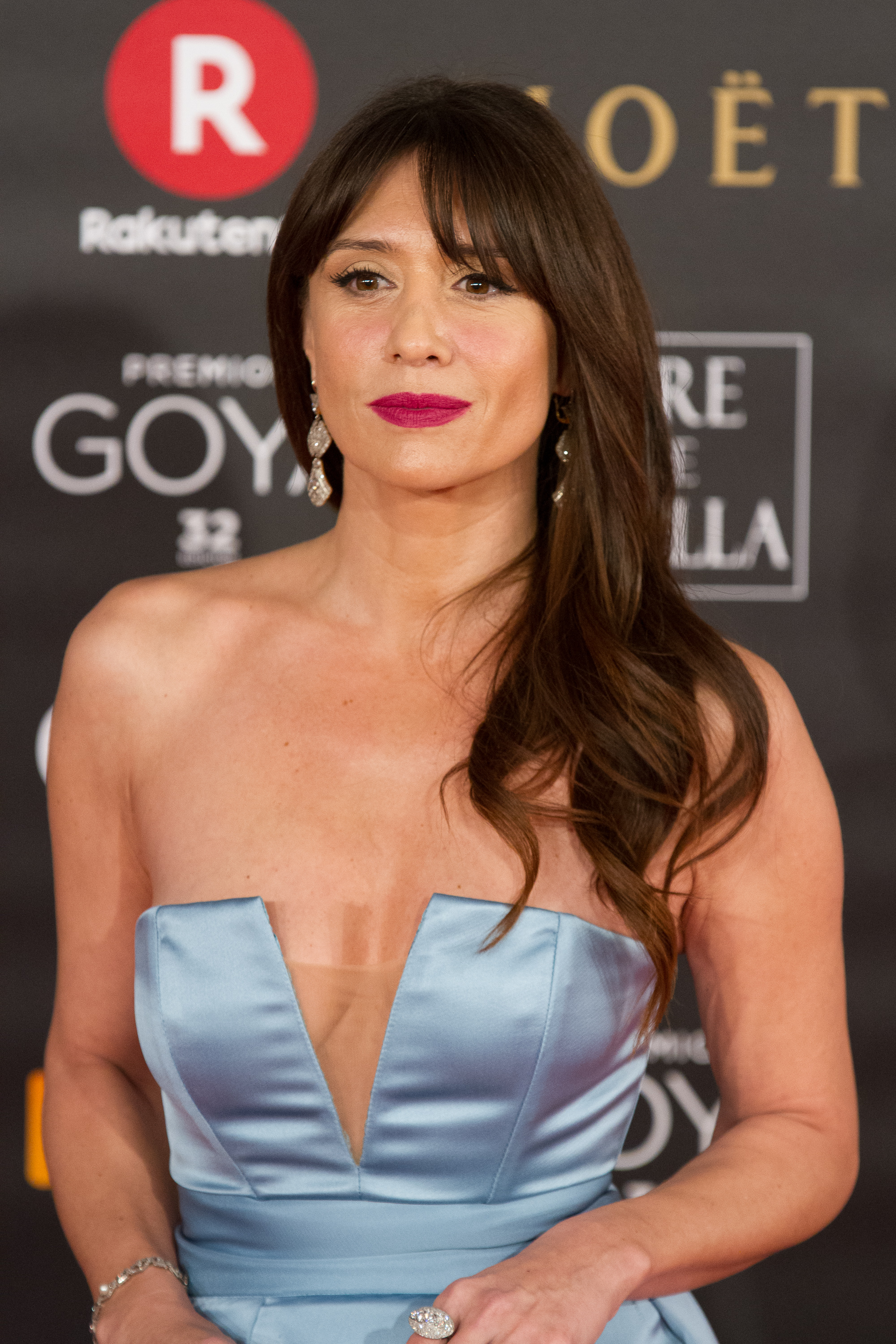
María Botto als Premis Goya 2018

En cinema, ha rodat a les ordres de directors com Vicente Aranda, Montxo Armendáriz o Kevin Reynolds Un dels seus papers més celebrats ha estat l'interpretat a Soldados de Salamina, de David Trueba, el 2003. El 2009 dona el salt internacional amb la pel·lícula La meva vida en ruïnes de Donald Petrie al costat de Richard Dreyfuss yi que li obrirà les portes dels seus futurs treballs tant a Anglaterra com als Estats Units. En els últims anys ha compaginat produccions tant nacionals com internacionals, entre les quals podem destacar, “Risen” al costat de Joseph Fiennes dirigida per Kevin Reynolds, la producció anglesa Mad Dogs al costat de John Simm i Philllip Glennister, on va ser la unica actriu al costat de Ben Chaplin que va repetir personatge en el seu
remake estatunidenc “Mad Dogs”, ha participat també en la sèrie per a TNT ”Good Behavior” amb Michelle Dockery, a Espanya a Cuerpo de Elite dirigida per Joaquin Mazón o un dels seus últims treballs a la sèrie “Cuentame”.

## Filmografia

### Cinema

#### Llargmetratges
- Teo el pelirrojo (1985), de Paco Lucio.
- Los motivos de Berta (Fantasía de pubertad) (1985), de José Luis Guerín.
- Stico (1985), de Jaime de Armiñán.
- Si te dicen que caí (1989), de Vicente Aranda.
- Dile a Laura que la quiero (1997), de José Miguel Juárez.
- Celos (1999), de Vicente Aranda.
- Silencio roto (2001), de Montxo Armendáriz.
- Soldados de Salamina (2003), de David Trueba.
- Los abajo firmantes (2003), de Joaquín Oristrell.
- Carmen (2003), de Vicente Aranda.
- Seres queridos (2003), de Dominic Harari i Teresa Pelegri.
- María, querida (2004), de José Luis García Sánchez.
- El penalti más largo del mundo (2005), de Roberto Santiago.
- El crimen de una novia (2005), de Lola Guerrero.
- Mis estimadas víctimas (2005), de Pedro Costa.
- Barcelona (un mapa) (2007), de Ventura Pons.
- Animales de compañía (2008), de Nicolás Muñoz.
- Paisito (2008), d'Ana Díez.
- Mi vida en ruinas (2009), de Donald Petrie.
- 3 bodas de más (2013), de Javier Ruiz Caldera
- De chica en chica (2015), de Sonia Sebastián
- Hablar (2015), de Joaquin Oristrell
- Risen (2016), de Kevin Reynolds

#### Curtmetratges
- Coro de ángeles (1996), de Pablo Valiente.
- El balancín de Iván (2002), de Darío Stegmayer.
- En la otra camilla (2008), de Luis Melgar.

### Televisió
| Any         | Títol                | Paper            | Cadena             | Notes       |
| ----------- | -------------------- | ---------------- | ------------------ | ----------- |
| 2000 - 2001 | Un chupete para ella | Paula Cimarro    | Antena 3           | 12 episodis |
| 2004        | Siete vidas          | Ana              | Telecinco          | 1 episodi   |
| 2005 - 2006 | 7 días al desnudo    | Marta Castillo   | Cuatro             | 11 episodis |
| 2007        | Círculo rojo         | Andrea Onieva    | Antena 3           | 12 episodis |
| 2009 - 2010 | Pelotas              | Marta            | La 1               | 24 episodis |
| 2011        | Doctor Mateo         |                  | Antena 3           | 1 episodi   |
| 2011 - 2012 | Mad Dogs UK          | María            | Sky 1              | 4 episodis  |
| 2015 - 2016 | Mad Dogs USA         | Sophia Moreno    | Amazon Prime Video | 6 episodis  |
| 2016        | Bajo sospecha        | Sara Guzmán      | Antena 3           | 9 episodis  |
| 2016        | Good Behavior        | Ava Pereira      | TNT                | 10 episodis |
| 2018        | Cuerpo de élite      | Andrea Zimmerman | Antena 3           | 10 episodis |
| 2019        | Cuéntame cómo pasó   | Fabiola          | La 1               | 2 episodis  |

### Teatre
- ” ciudades perdidas” (1990)
- Esperando al zurdo” (1992)
- La barraca 1995
- Lorca al rojo vivo 1996
- Lorca 1997
- “mal dormir” 1999
- ”Lo bueno de las Flores es que se marchitan pronto” 2000
- El zoo de cristal (2005)
- Antígona (2011)
- ” Rudolph (2014)
- Entre tu deseo y el mio (2015)

## Premis
Premis Goya
| Any  | Categoria                          | Pel·lícula           | Resultat  |
| ---- | ---------------------------------- | -------------------- | --------- |
| 2003 | Goya a la millor actriu secundària | Soldados de Salamina | Candidata |
| 1999 | Goya a la millor actriu revelació  | Celos                | Candidata |

Unión de Actores y Actrices
| Any  | Categoria                | Pel·lícula           | Resultat  |
| ---- | ------------------------ | -------------------- | --------- |
| 2003 | Millor actriu secundària | Soldados de Salamina | Candidata |

Cercle d'Escriptors Cinematogràfics
| Any  | Categoria                | Pel·lícula           | Resultat  |
| ---- | ------------------------ | -------------------- | --------- |
| 2004 | Millor actriu secundària | María, querida       | Candidata |
| 2003 | Millor actriu secundària | Soldados de Salamina | Candidata |

### Festival de Cinema d'Espanya de Tolosa de Llenguadoc
| Any  | Categoria     | Pel·lícula | Resultat   |
| ---- | ------------- | ---------- | ---------- |
| 1999 | Millor actriz | Celos      | Guanyadora |

Premis ACE
| Any  | Categoria                | Pel·lícula           | Resultat  |
| ---- | ------------------------ | -------------------- | --------- |
| 2003 | Millor actriu secundària | Soldados de Salamina | Candidata |

Festival de Cinema d'Islantilla
| Any  | Categoria                                   | Pel·lícula         | Resultat |
| ---- | ------------------------------------------- | ------------------ | -------- |
| 2009 | Premi Luna de Islantilla a la millor actriu | En la otra camilla | Nominada |